# 南々見組
南々見組（ななみぐみ）は、日本テレビ系のバラエティ番組、「ウッチャンナンチャンのウリナリ!!」で、ブラックビスケッツを前身として、南々見狂也こと南原清隆がケディとともにブラックビスケッツを脱退した後、1999年11月に立ち上げたユニット。CDデビュー時にブランニュービスケッツと名称を改めて行った活動についても紹介する。

## メンバー
- 南々見狂也（南原清隆） - リーダー・南々見組立ち上げメンバー
- 天山（天野ひろゆき）
- ケディ - 南々見組立ち上げメンバー・ブランニュービスケッツには不参加
- ニラ・バラ
- ジニー
- ハン

ブラックビスケッツのアジア進出というテーマをアジアエンターテイメントに拡大した、野心的ユニット。

## 活動
- 南々見組として
  - ブラックビスケッツから脱退を余儀なくされた南々見とケディが、インドで短編映画『ナトゥ』の撮影に参加したのを機に旗揚げ。同じくインドで第2弾の映画『ナトゥ 踊る!ニンジャ伝説』を撮影を行い、全国ロードショウを行った。
  - 「日本初のDVDによるシングルデビュー」を果たしたユニットだった。南々見の決断でDVDデビューに踏み切ったとされるが、当時はDVD再生機が本格的に普及する前であり苦戦していた。
  - その後、日本で舞台『ナトゥ』を上演するも、ケディが母国である中国に一時帰国したことで、南々見組としての活動を終えた。

- ブランニュービスケッツとして
  - 『ナトゥ 踊る!ニンジャ伝説』の主題歌を歌うため、ブランニュービスケッツと名前を変えて日本でCDデビューを果たした（余談として、ライバルは黒幕&愛人だった）。
  - ケディが一時帰国したことにより6人でのデビューとなったが、名前を踏襲した「ブラックビスケッツ」の頃に比べて人気が低迷。CDシングル「partner"S"」（読みは「パートナーズ」）を1枚リリースして活動を終えている。

## その後
南々見組・ブランニュービスケッツとしての活動が一段落した頃、ジニーは『歌手になりたい』という夢を叶えるため、ブラボー内村（内村光良）とアミーゴウド（ウド鈴木）に引き抜かれるような形でウルトラキャッツを結成。カポネ大竹（大竹一樹）も加わり、韓国と日本で活動を行った。デビューに向けた活動に際して内村が改めてジニー移籍の承諾を得に行った際に、南々見は「みんな去っていく」と嘆いていた。
このことにより、ジニーは番組で唯一（内村側・南々見側）両陣営からデビューすることになった。
また、天山（天野ひろゆき）は「ウリナリミリオンセーズ協会」の会長に就任。番組ユニットのデビューを管理しているという役回りで、ウルトラキャッツの前にたびたび現れた。
2002年3月の「ウッチャンナンチャンのウリナリ!! ウリナリ祭り～7年間の総決算～」では、南々見（ナトゥとして）とケディが、ホワイティ（内村光良）と掛け合いを披露（「よくもいたいけなOLをいじめてくれたな!」と、ナトゥがワイヤーアクションで飛び降り、『仮面ライダー』の悪の組織、『ショッカー』の戦闘員風の「ホワイトショッカー軍団」を蹴散らす）したのち、メンバーが総出演した。

## 作品

### DVDシングル
- 『チッチナ』（2000年4月26日発売）
- 『サヨナラッ』（2000年6月21日発売）

### 映画・舞台
- 『ナトゥ』[1]（2000年1月1日公開、発売日不明） - 短編映画
- 『ナトゥ LIVE ON STAGE』（2000年7月21日発売） - 舞台
- 『ナトゥ 踊る!ニンジャ伝説』（2000年12月23日公開、2001年5月25日発売） - 長編映画
- 『運命のファイナルステージ ウリナリ祭 完全版』（2002年5月22日発売） - 番組最終回イベント ※南々見組・ブランニュービスケッツ、どちらも出演

### CDアルバム
- 『ナトゥBest』（2000年12月23日発売）

### CDシングル
- 『partner"S"』（2001年1月1日発売）※ブランニュービスケッツとして